# Бельмесёво
Бельмесёво — посёлок в Алтайском крае России. Входит в городской округ город Барнаул. Административно подчинён Южной поселковой администрации, до 30.10.2020 Центральной сельской администрации Центрального района города Барнаула.
.

## Население
| 1997  | 1998  | 1999  | 2000  | 2001  | 2002  | 2003  |
| ----- | ----- | ----- | ----- | ----- | ----- | ----- |
| 625   | ↗665  | ↘647  | ↗678  | ↗708  | ↗723  | ↗806  |
| 2004  | 2005  | 2006  | 2007  | 2008  | 2009  | 2010  |
| ↘673  | ↗844  | ↗977  | ↗1004 | ↗1044 | ↗1156 | ↗1459 |
| 2011  | 2012  | 2013  | 2021  |       |       |       |
| ↗1467 | ↗1591 | ↗1778 | ↗4341 |       |       |       |

## Географическое положение
Бельмесёво расположено в 5 км к югу от Барнаула. С запада посёлок ограничен Змеиногорским трактом, с востока — поймой реки Обь, с севера — садоводческими товариществами, с юга — посёлком Конюхи.

## История
Согласно восьмой ревизии, проводившейся на территории Алтайского округа в 1834 году, деревня Бельмесёво входила в состав Шадринской области и в ней проживало 135 душ мужского пола.
В советское время на территории посёлка был организован колхоз имени Ворошилова. В 1956 году он, в числе соседних населённых пунктов, стал основой для нового совхоза «Пригородный» по выращиванию зерновых и овощных культур.